# Jason Siʻi
Jason Siʻi (* 27. Dezember 1983 in Fountain Valley, Kalifornien) ist ein ehemaliger US-amerikanischer Fußballspieler auf der Position eines Mittelfeldspielers, der 2015 in drei Länderspielen der amerikanisch-samoanischen Fußballnationalmannschaft zum Einsatz kam.

## Karriere
Jason Siʻi kam noch in jungen Jahren mit seiner Mutter nach Oregon. Hier begann er, während er die zweite Klasse seiner Schule besuchte, mit dem Fußballspielen, obwohl er dem Sport anfangs abgeneigt gegenüberstand. Der Fußballsport begleitete ihn während seiner gesamten Schul- und College-Zeit. So gehörte er der Schulfußballmannschaft auch während seiner vier Jahre an der East Linn Christian Academy in Lebanon, Oregon, an. Hier erhielt er ein Stipendium für das Western Baptist College, das im Jahr 2007 in Corban College and Graduate School und 2010 in Corban University umbenannt wurde. An der Hochschule aus Salem, Oregon, war er ebenfalls während seiner gesamten Studienzeit auch im Kader der Herrenfußballmannschaft. Als er im Jahr 2015 den Sprung in die Nationalmannschaft von Amerikanisch-Samoa schaffte, spielte er gerade für das Puebla Soccer Team mit Spielbetrieb in der Amateurliga Willamette Valley Soccer League und trat unter anderem in Spielen gegen das Farmteam der Seattle Sounders in Erscheinung.
Auf die amerikanisch-samoanische Fußballnationalmannschaft wurde er aufmerksam, als er eine Dokumentation über das Team gesehen und dabei festgestellt hatte, dass er aufgrund seiner amerikanisch-samoanischen Abstammung auch für das Team spielberechtigt wäre. Davor hatte er gedacht, man müsse in Amerikanisch-Samoa geboren worden sein, um im Nationalteam antreten zu dürfen. In weiterer Folge kontaktierte der damals 31-Jährige den Fußballverband von Amerikanisch-Samoa, schickte Videomaterial von sich selbst als Spieler mit und wurde bald darauf in das Nationalteam einberufen. Für seine fünfwöchige Zeit mit dem Nationalteam wurde er von seinem Arbeitgeber freigestellt (engl. leave of abscence). Sein Debüt in der Nationalauswahl gab er am 27. August 2015 in einem Freundschafts- und Vorbereitungsspiel auf die OFC-Qualifikation zur Weltmeisterschaft 2018 gegen Fidschi, als er vom Nationaltrainer Larry Manaʻo bei der 0:6-Niederlage von Beginn an eingesetzt und ab der 61. Spielminute durch Casper Kuresa ersetzt wurde.
Nur vier Tage später absolvierte er am 31. August 2015 das erste Gruppenspiel der WM-Qualifikation, das mit einer knappen 2:3-Niederlage gegen Samoa endete. Während er im nachfolgenden zweiten Gruppenspiel, einem 2:1-Sieg über Tonga, am 2. September 2015 auf der Ersatzbank saß und nicht spielte, kam er am 4. September 2015, im dritten und letzten Gruppenspiel seiner Mannschaft, bei einem 2:0-Erfolg über die Fußballnationalmannschaft der Cookinseln, in der Nachspielzeit für Kaleopa Siligi aufs Feld. Als eine von drei Mannschaften hatte es Amerikanisch-Samoa am Ende der ersten Runde auf sechs Punkte gebracht, rangierte jedoch aufgrund einer etwas schlechteren Tordifferenz am Ende auf dem zweiten Platz und verpasste dadurch den Aufstieg in die nächste Runde der WM-Qualifikation. Das war gleichzeitig Siʻis letzter Einsatz im Trikot der amerikanisch-samoanischen Nationalmannschaft, ehe er in seine Heimat Oregon zurückkehrte.